# Roberto Battelli

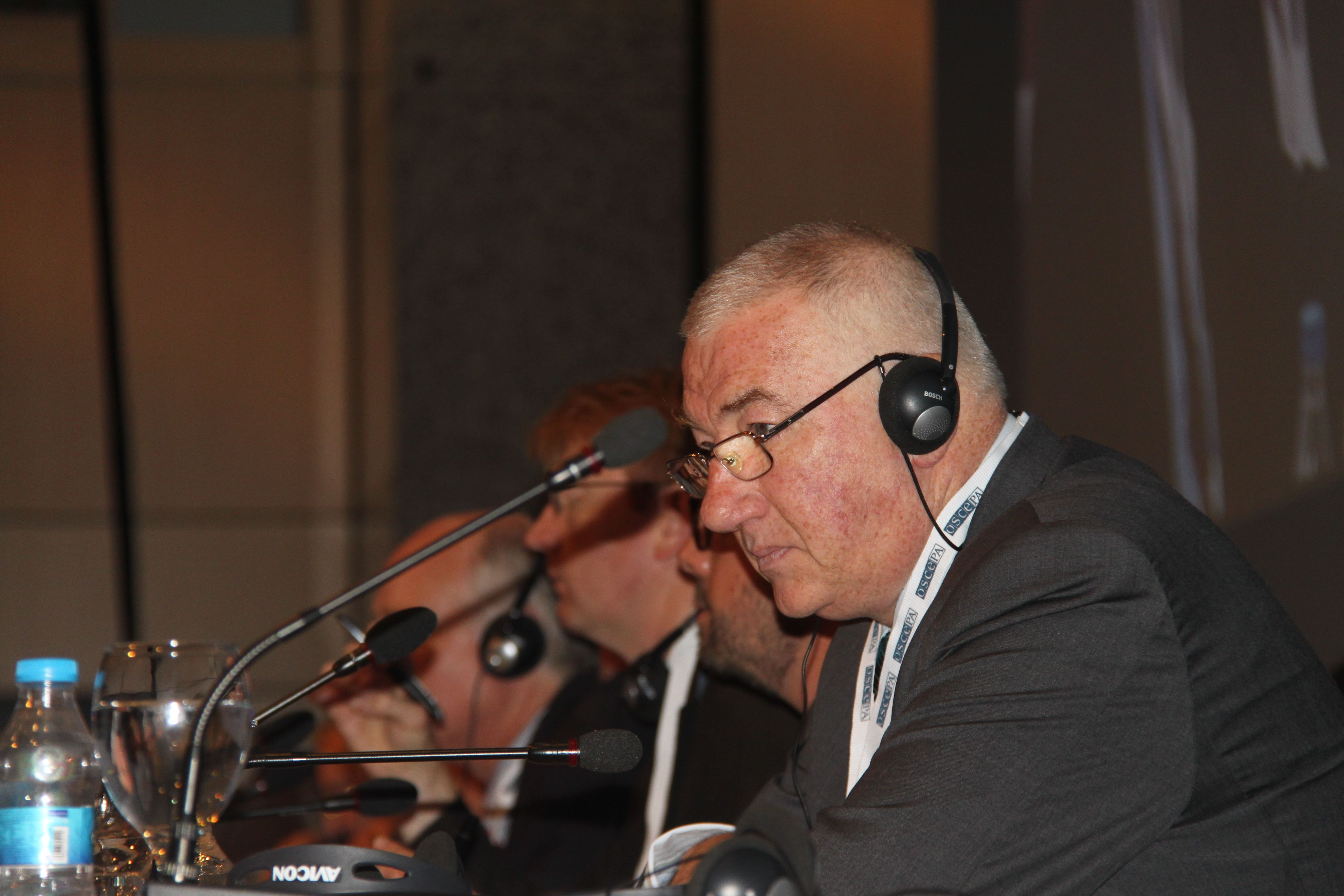
Battelli in 2013

Roberto Battelli (Pula, 19 oktober 1954) is een Sloveens politicus. Hij is sinds 1990 lid van het Sloveense parlement als afgevaardigde namens de autochtone Italiaanse minderheid in Slovenië.
Batelli werd geboren in het Kroatische Pula in Zuid-Istrië en verhuisde tijdens zijn jeugd naar Slovenië. In Koper bezocht hij het Italiaanse gymnasium en studeerde vervolgens vergelijkende literatuurwetenschappen en filosofie aan de universiteit van Ljubljana. Hij brak zijn studie af om in 1975 voor de Italiaanstalige televisiezender Koper-Capodistria in Koper te gaan werken, waar hij vooral werkzaam was in de nieuwsredactie. In 1988 verliet hij de redactie en wijdde zich als correspondent aan de krant La Voce del Popolo.
In 1990 kandideerde hij tijdens de eerste vrije verkiezingen voor het parlement. Hij was nauw betrokken bij de voorbereiding van de nieuwe Sloveense grondwet inzake mensen- en minderhedenrechten. Hij werd in 1992, 1996, 2000 en 2004 als parlementsafgevaardigde herkozen. Hij leidt momenteel de delegatie van het Sloveense parlement bij de OVSE. 
Het instituut van een "nationaliteitenafgevaardigde" in Slovenië is gebaseerd op de in de grondwet verankerde zorg voor minderheden. De leden van beide autochtone minderheden (Hongaren en Italianen) nemen zoals alle andere burgers deel aan de verkiezingen voor de 88 parlementsafgevaardigden, maar kiezen daarnaast een nationaliteitenafgevaardigde voor de Hongaarse resp. Italiaanse gemeenschap. Dit aanvullende kiesrecht bestaat onafhankelijk van het aantal in Slovenië woonachtige Hongaren (ca. 8000) resp. Italianen (ca. 3000); er is voor hen dus geen kiesdrempel.
- International Standard Name Identifier: 0000 0004 2196 2698
- Virtual International Authority File: 305646465